# Renée Epelbaum
Renée Slotopolsky de Epelbaum (Provincia de Entre Ríos, 15 de junio de 1920 — Buenos Aires, 7 de febrero de 1998) fue una activista argentina por los derechos humanos y una de las fundadoras de la asociación Madres de Plaza de Mayo, organización de madres de detenidos-desaparecidos durante el autodenominado Proceso de Reorganización Nacional, la dictadura que gobernó Argentina entre 1976 y 1983. También fue una de las fundadoras del Movimiento Judío por los Derechos Humanos.

## Desaparición de sus hijos
Luis Marcelo de 25 años, estudiante de Medicina fue secuestrado el 10 de agosto de 1976 en Buenos Aires cuando salía de la facultad. Claudio de 23 años, estudiante de Derecho y Lila de 20 años, bailarina, fueron enviados de vacaciones a su casa en Uruguay, en la ciudad de Punta del Este donde creían que estarían a salvo. Sin embargo escuadrones argentinos en cooperación con el régimen uruguayo los siguieron y fueron secuestrados el 4 de noviembre de 1976.